# Dispositif Robien
Pour les articles homonymes, voir Loi Robien.
Le dispositif Robien est une mesure fiscale française en faveur de la location créée par la loi 2003-590 du 2 juillet 2003 urbanisme et habitat. Il s'est substitué au dispositif Besson de 1999 (à ne pas confondre avec la loi Besson de 1990), lui-même successeur de l'amortissement Périssol mis en place en 1996. Ce dispositif, qui vient à terme, a été remplacé fin 2008 par la loi Scellier.
Le dispositif Robien a eu pour effet d'augmenter les nouvelles constructions, dans certaines villes moyennes bien au-delà des possibilités de location du marché. Nommé d'après le ministre Gilles de Robien (alors UMP-UDF) et promulguée par le gouvernement Raffarin, cette loi instaure un dispositif qui régit des avantages fiscaux en faveur des propriétaires de logements faisant l’objet d’une location remplissant certaines conditions, et des souscripteurs de parts de SCPI.
Le dispositif a fait l'objet d'un certain nombre de critiques, ayant poussé certains investisseurs privés, majoritairement sans expérience d'investissement préalable, à acheter à des promoteurs peu scrupuleux, et dans des lots immobiliers en cours de construction situés dans de petites villes, où le marché locatif s'est vite vu saturé. Par conséquent, ces nouveaux propriétaires n'ont pu bénéficier des avantages fiscaux de la loi, n'ayant pas pu les louer pour la durée prévue par la loi. Selon le rapport de 2008 du député Jean-Yves Le Bouillonnec, certains loyers Robien comptent ainsi parmi les plus élevés dans des villes moyennes, par exemple Angers, où un 65 m2 ancien se louait, en 2007, 361 € par mois contre 924 € pour son équivalent Robien. Le dispositif coûte au total 400 millions d'euros par an à l'État.

## Historique de la loi
Loi applicable depuis le 3 avril 2003 en France avec date d'effet rétroactive au 1er janvier 2003[Information douteuse], en remplacement du dispositif Besson, le dispositif Robien est une mesure d'incitation fiscale pour encourager les contribuables français à participer à la construction de logements neufs pour faire face à la pénurie de logement et maîtriser le prix des loyers.
Le dispositif Robien est ouvert à ceux qui achètent un logement neuf destiné à la mise en location pour un locataire qui en fait sa résidence principale. Pour pouvoir en bénéficier, le bien devra être loué pendant une période de 9 ans au minimum. Le dispositif Robien est également étendu à l'ancien sous certaines conditions très restrictives (Loi Robien réhabilitée).
Depuis le 1er septembre 2006, la loi est réformée, et devient Loi Robien dite « Recentrée ». Le dispositif Robien Recentrée a été créé par l’article 40 de la loi portant Engagement National pour le logement du 13 juillet 2006 et s’inspire du dispositif Robien existant.

## Dispositif fiscal initial
Initialement, une déduction allant jusqu'à 65 % (8 % par an pendant cinq ans, puis 2,5 % les années suivantes) du montant de l'acquisition, répartis sur 15 ans (neuf ans puis renouvelable trois ans plus trois ans) venait minorer, les années correspondantes, le revenu imposable des contribuables investisseurs. (Ne pas confondre la déduction de revenus et la réduction d'impôts, le premier vient en déduction des revenus pour obtenir une économie d'impôt, alors que le second vient directement minorer le montant de l'impôt à payer).
En plus de cet avantage, les charges générées par l'opération viennent également en déduction des revenus des contribuables investisseurs, il s'agit des intérêts d'emprunts, des frais de gestion et des assurances en garantie de loyers dans la limite d'un déficit foncier de 10 700 euros par an.
La déduction forfaitaire sur les loyers de 6 % est supprimée à compter de 2006 et seuls sont désormais déductibles les frais réels.
En contrepartie des avantages fiscaux, l'investisseur doit s'engager à louer le logement non meublé pendant neuf ans à titre de résidence principale du locataire sous certaines conditions de loyers en fonction du lieu de l'investissement.

## Robien Recentré
- Amortissement de 50 % de la valeur de l'investissement (Soit 6 % pendant sept ans, puis 4 % les deux dernières années) réparti sur neuf ans et pas sur 15 ans.
- En revanche les frais de syndic font maintenant partie des charges pouvant être déduites des revenus des contribuables. Au total sur neuf ans, c’est donc 50 % du prix de revient du bien qui seront déduits de la totalité des revenus, diminuant ainsi le revenu imposable.
- Obligation de louer neuf ans (l'imputation d'un déficit fiscal sur l'année N entraîne l'obligation de louer jusqu'au 31 décembre de l'année N+3).
- Respect des plafonds de loyers (Chaque année, en fonction des secteurs (A, B1-B2, C)[4], les plafonds de loyers au m² sont réévalués) On constate que ces plafonds correspondent à peu près à ceux pratiqués dans le marché libre.
- Respect du plafond de 10 700 € par an de déduction.

Par la mécanique financière de l'opération, les loyers encaissés dans ce type d'opération sont non imposés durant plusieurs années. Après la fin de la période de défiscalisation, les loyers seront imposables.
Le locataire ne doit pas être rattaché au foyer fiscal de l'investisseur. Mais la location est permise en faveur d'un ascendant ou d'un descendant de l'investisseur si cet ascendant ou descendant n'est pas rattaché au foyer fiscal de ce dernier.

## Critiques
Dans son rapport 2007, la Fondation Abbé-Pierre accuse l'État d'avoir affecté ces dernières années, via le dispositif Robien, des ressources publiques pour promouvoir des produits immobiliers qui ont contribué à la hausse des loyers, et par la même accru la précarité du logement des plus démunis.
Le rapport de 2008 du député Jean-Yves Le Bouillonnec (PS), la loi Robien a favorisé une sur-construction immobilière dans des villes moyennes (Angers, Bergerac, Poitiers, Albi, Limoges, Montauban, Carcassonne, Périgueux, etc.), où le marché locatif s'est vite révélé saturé. Du coup, les loyers Robien sont parfois beaucoup plus élevés que d'autres loyers de la ville, conduisant ces appartements à ne pas trouver de locataire, ce qui conduit en retour les investisseurs privés à ne pas recevoir les avantages fiscaux prévus par la loi.